# 上海工程技术大学
上海工程技术大学，简称工程大，是一所经济管理、工程技术、艺术设计等多学科互相渗透、协调发展的全日制普通高等学校。前身为创建于1978年的上海交通大学机电分校与创建于1951年的华东纺织工学院的分院，1985年正式成立上海工程技术大学。从2003年开始本科学生全部入驻松江大学城。

## 校史

### 校史概览
- 1978年10月，上海交通大学、上海机电工业一局、上海机电工业二局、上海造船局、华东电管局、交通局、上海市长宁区人民政府共同创建了上海交通大学机电分校；华东纺织工学院、上海纺织工业局、上海市普陀区人民政府共同创建了华东纺织工学院分院。建校之初，上海交通大学、华东纺织工学院两所国家重点大学的一批优秀师资来到学校，市政府、区政府和产业界的一批管理人员和科技骨干加盟学校。高等院校、工业局、地区三结合的联合办学模式，使学校传承了国家重点大学深厚的学术底蕴和依托工业企业办学的优良传统。

上海交通大学机电分校首任校长：冶金专家、中科院学部委员周志宏教授

华东纺织工学院分院首任院长：周承佑教授

上海工程技术大学首任校长：郁品芳
- 1978年上海纺织工学院（分院）创建
- 1980年上海纺织工学院分院更名华东纺织工学院(分院)
- 1984年上海市人民政府决定华东纺织工学院分院并入上海交通大学机电分校。
- 1985年经教育部批准在上海交通大学机电分校和华东纺织工学院分院的基础上组建了上海工程技术大学
- 1986年7月5日，时任上海市市长的江泽民出席了上海工程技术大学成立大会，发表了重要讲话，并为学校提词：“为上海经济建设培养更多的工程技术和管理人才”。
- 1999年上海市第二高级技工学校、上海市第三高级技工学校合并组建上海市高级技工学校
- 中共上海市委、市人民政府对高校的布局结构进行了调整，上海工程技术大学被规划进入上海松江大学园区。学校从2002年10月开始筹建松江新校区
- 2003年1月上海市人民政府决定，上海市高级技工学校划入上海工程技术大学。在上海市高级技工学校的基础上，组建了上海工程技术大学高等职业技术学院和上海高级技师学院。
- 2003年10月完成了松江新校区一期工程并投入使用。
- 2005年8月完成二期工程建设，学校整体迁入松江新校区。

1. 上海市第二高级技工学校
  - 1951年上海市第二机械制造训练班创建
  - 1956年上海市第二机械制造训练班更名上海市劳动局第二工人技术学校
  - 1958年上海市劳动局第二工人技术学校更名上海市劳动局第二技工学校
  - 1969年上海市劳动局第二技工学校撤销
  - 1972年上海汽车底盘厂技工学校（原上海市劳动局第三技工学校）复校
  - 1980年上海汽车底盘厂技工学校、上海第三汽车底盘厂技工学校合并组建上海市劳动局第二技工学校
  - 1972年上海第三汽车底盘厂技工学校创建
  - 1997年上海市劳动局第二技工学校更名上海市第二高级技工学校
2. 上海市第三高级技工学校
  - 1951年上海市第三机械制造训练班创建
  - 1956年上海市第三机械制造训练班更名上海市劳动局第三工人技术学校
  - 1958年上海市劳动局第三工人技术学校更名上海市劳动局第三技工学校
  - 1969年上海市劳动局第三技工学校撤销
  - 1972年上海长江机械厂技工学校（原上海市劳动局第三技工学校）复校
  - 1984年上海长江机械厂技工学校更名上海市劳动局第三技工学校
  - 1988年上海市劳动局第三技工学校更名上海市第三高级技工学校

## 教学研究
| | |
| 1. 机械工程学院 2. 电子电气工程学院 3. 管理学院 4. 化学化工学院 5. 材料工程学院 6. 汽车工程学院 7. 艺术设计学院 8. 航空运输学院 9. 服装学院 10. 城市轨道交通学院 11. 中法埃菲时装设计师学院 12. 中韩多媒体学院 13. 基础教学学院 14. 高等职业技术学院 15. 高级技师学院 16. 社会科学教学部 17. 体育教学部 18. 女工程师学院 19. 成人教育学院 | 1. 上海市汽车工程实训中心 2. 计算中心 3. 工程实训中心 4. 艺术设计展示中心 5. 服装设计展示中心 1. 能源与环境工程研究所 2. 激光工业技术研究所 3. 汽车工程研究所 4. 化工研究所 5. 经济研究所 6. 劳动关系研究中心 7. 纳米技术研究中心 8. 上海市社会保障问题研究中心 9. 上海国际邮轮经济研究中心 10. 上海飞行仿真技术研究中心 |

2004 年，经教育部批准，学校获准设立“车辆工程”硕士点，并与上海交通大学联合培养该专业硕士研究生。2006年1月，经国务院学位委员会批准，学校获得硕士学位单位授予权，“社会保障”、“车辆工程”、“材料加工工程”、“服装设计与工程”4个学科成为学校首批硕士点。目前，学校有4个硕士学位授予点、56 个本科专业、17个高职专科专业。拥有5个上海市重点学科，5个上海市教委重点学科，12个上海市教育高地，2个上海市高校高水平特色发展项目，1个国家级实验教学示范中心，1个国家级人才培养模式创新试验区，2个国家级特色专业，1个国家级优秀教学团队。2009年学校被评为全国和上海市毕业生就业工作先进单位。

### 新村路校区
新村路校区為上海工程技术大学继续教育学院所在地，主要开展成人高等教育。當地原为华东纺织工学院分院和上海工程技术大学纺织学院。1998年3月，新村路校区挂牌，校区占地面积53838平方米，建筑面积43476平方米。

## 历任校长
- 上海交通大学机电分校

1. 周志宏1978.12-1986.7

- 华东纺织学院

1. 周成佑1978.12-1984

- 上海工程技术大学

1. 郁品芳1986.5-1990.10
2. 俞少罗1990.10-1994.10
3. 徐子成1994.10-2000.6
4. 汪泓2000.6-2012.6
5. 丁晓东2012.6-2014.11
6. 夏建國2014.11-2020.10

## 现任领导
- 校长：俞涛
- 副校长：朱晓青、姚秀平、王岩松、夏春明
- 党委书记：李江
- 党委副书记：史健勇、鲁嘉华、朱晓青

## 国际合作
2001年与法国时装公会教育集团国际时装学院合作创建了“中法埃菲时装设计师学院”。2002年与韩国东西大学合作创立了中韩“多媒体设计学院”。2003年，又与美国劳伦斯理工大学合作开设了“机械设计制造及其自动化（汽车工程）”、“交通运输（汽车运用工程）”和“自动化（汽车电子工程）”三个本科专业。2004年学校又申报了“工商管理”、“信息管理与信息系统”、“市场营销”、“电子信通工程” 四个中美合作本科专业。2005年学校和美国密歇根大学迪尔本分校合作，正在申报“工业工程”等5个中外合作专业。

## 知名校友
- 胡茂元,安邦集团创始人、董事长

## 相关链接
- 上海工程技术大学（页面存档备份，存于）